# Donald F. Glut
Donald F. Glut (Pecos, 19 febbraio 1944) è uno scrittore, regista e attore statunitense.
È noto per aver scritto un romanzo basato sul secondo episodio della serie di Star Wars, Guerre stellari - L'Impero colpisce ancora, dal titolo L'Impero colpisce ancora.

## Biografia
Dal 1953 al 1969, Glut realizzò 41 film amatoriali, con soggetti che andavano dai dinosauri a non autorizzati adattamenti di personaggi come Superman, The Spirit e Spider Man.
A seguito della pubblicità pervenutagli dalle pagine della rivista Famous Monsters of Filmland, Glut ottenne una certa notorietà su questi argomenti. Questo gli permise di aumentare la visibilità dei suoi film tanto da ottenere l'ausilio di attori noti come Kenne Duncan e Glenn Strange (che riprese il suo ruolo più famoso del mostro Frankenstein per Glut).
L'ultimo suo film amatoriale fu Spider-Man del 1969, dopo il quale entrò a far parte del mondo professionistico del cinema.
Il 3 ottobre 2006 Epoch Cinema pubblicò un doppio DVD di tutti i 41 film amatoriali di Glut, dal titolo I Was A Teenage Moviemaker. Il tempo totale dei due DVD è di 480 minuti, e comprende un documentario sulla creazione di questi film, con interviste a Forrest J. Ackerman, Randal Kleiser, Bob Burns, Jim Harmon, Scott Shaw, Paul Davids, Bill Warren e altri.
In seguito, Glut esercitò una serie di professioni nel campo dello spettacolo. Lavorò molto come sceneggiatore, occupandosi principalmente di film per i ragazzi come Shazam!, Land of the Lost, Spider-Man, Transformers, Challenge of the Gobots, Spider-Man and His Amazing Friends, Duck Tales, Tarzan, signore della giungla, The Super Powers Team: Galactic Guardians, G.I. Joe, X-Men ed altre ancora.
È stato anche responsabile della creazione di alcuni dei personaggi e gran parte della storia posteriore per la linea di giocattoli Masters of the Universe, che ha costituito la base per il popolare show televisivo.
Con la versione del 1996 di Dinosaur Valley Girls, Glut ha iniziato una carriera di regista che lo ha visto realizzare film come I riti erotici della contessa Dracula (2001), Il bacio della Mummia (2003), L'orgia di sangue della contessa Dracula (2004), Il bacio della mummia: seconda dinastia (2006) e  Sangue Scarab (2007).
Oltre al romanzo L'Impero colpisce ancora del 1980, Glut ha scritto e pubblicato circa 65 libri, oltre a numerosi romanzi per ragazzi. Molti di questi trattano argomenti sui dinosauri, compresi il premiato Dinosaur Dictionary e la Dinosaurs: The Encyclopedia.
Egli ha anche scritto dei fumetti come Captain America, Invasori, Kull the Destroyer, What if, House of Mystery, Vampirella, Tarzan, Porky Pig, Solomon Kane, The Little Monsters, Star Wars ed altri ancora, creando anche The Occult Files of Dr. Spektor, Dagar the Invincible e Tragg and the Sky Gods.
Una lista completa dei suoi lavori si trova in www.DonaldFGlut.com.